# 長林站 (釜山廣域市)
長林站（：／ Jangnim yeok */?）是釜山地鐵1號線沿線的一座地下車站，位於韓國釜山廣域市沙下區長林洞。

## 車站結構
站體為2面2線側式月台的地下車站，候車月台設有月台幕門，並有6處出口。

### 月台配置
| 新長林 ↑ |
| \| 上    |
| ↓ 東嵋   |

| 月台 | 路線               | 目的地                       |
| ---- | ------------------ | ---------------------------- |
| 上行 | ●釜山都市铁道1号线 | 多大浦海水浴場方向           |
| 下行 | ●釜山都市铁道1号线 | 釜山站、西面、東萊、老圃方向 |

## 歷史
- 2017年4月20日：1號線多大浦延伸線開通，開始營業[1]。

## 車站周邊
- 釜山沙下警察署
- 長林派出所
- 長林洞郵局
- 長林女子中學
- 釜山大東中學
- 釜山大東高校
- 新世界女性醫院
- 韓國通訊長林營業所

## 相鄰車站
釜山交通公社
●釜山都市铁道1号线
新長林（098）－長林（099）－東嵋（100）